# Raul de Leoni
Raul de Leoni, oppure Raul de Leoni Ramos (Petrópolis, 30 ottobre 1895 – Itaipava, 21 novembre 1926), è stato un poeta, scrittore e politico brasiliano.

## Biografia

### Nascita, studi, diplomazia, politica, malattia e morte
Raul de Leoni nacque il 30 ottobre 1895, a Petrópolis, terzo figlio del giudice Carolino de Leoni Ramos e di D. Augusta Villaboim Ramos.
Dal 1903 frequentò le scuole primarie e poi secondarie al Colégio Abílio, presso Niterói.
L'11 settembre 1910, ricevette la Prima comunione, nella cappella del Collegio di San Vincenzo, dei sacerdoti canonici regolari premostratensi, a Petrópolis.
La sua carriera di studente culminò con la frequentazione dell'Università di diritto di Rio de Janeiro, dal 1912 al 1916.
Raul de Leoni viaggiò in Europa nel 1913, e nel corso di dieci mesi soggiornò in città in Portogallo, Spagna, Inghilterra, Francia, Svizzera, Paesi Bassi e Italia. In particolare la città di Firenze, ispirò le poesie della sua raccolta, come nell'introduzione di Florença, in cui l'autore cantò le bellezze della città ed esaltò quelle spirituali e artistiche.
Di ritorno a Rio de Janeiro nel 1914, incominciò a collaborare dapprima con le riviste Fon-Fon e Para-Todos, poi con O Jornal (1919), Jornal do Comércio e Jornal do Brasil.
Nel 1919 ottenne un incarico diplomatico a Montevideo, dove rimase per tre mesi, prima di rinunciare definitivamente alla carriera diplomatica e sempre nello stesso anno venne eletto deputato all'Assemblea Fluminense.
Il 6 aprile 1921 si sposò con Ruth Soares de Gouvêa.
Nel 1923 si ammalò di tubercolosi polmonare, abbandonò parenti e amici, trasferendosi a Corrêas, e poi a Itaipava, lavorando come ispettore nella compagnia assicurativa.
Il 21 novembre 1926 Raul de Leoni morì a Itaipava,ma dopo la sua morte il suo corpo fu portato a Petrópolis, dove fu sepolto all'interno di un mausoleo.

### Stile e pensiero poetico
Il lavoro di Raul de Leoni è stato studiato dai più autorevoli critici letterari, da Manuel Bandeira a Sergio Milliet, ed è considerato il più importante poeta nell'ultima fase del Simbolismo, e una delle figure più importanti della poesia brasiliana di tutti i tempi.
Raul de Leoni è un originale poeta il cui lavoro non è facilmente inquadrabile, simile a quello di Augusto dos Anjos (1884-1914).
Il suo esordio letterario coincise con l'Ode a un poeta morto (1918), dedicata alla memoria di Olavo Bilac (1865-1918), membro fondatore della Accademia brasiliana delle lettere.
Questa opera si caratterizzò per la presenza di elementi della lirica parnassiana, molto diffusa in Brasile agli inizi del XX secolo, per i toni patetici e per la musicalità dei suoi versi.
Nel 1922 Raul de Leoni pubblicò la sua unica raccolta lirica, intitolata Lux mediterrânea, nella quale manifestò tutta la sua originalità e la sua personalità, una sintesi delle numerose correnti e movimenti contemporanei, come i tardo-parnassiani, i simbolisti, i poeti innovatori intellettuali che trovavano nei versi di Raul de Leoni una coincidenza con le loro proposte, i classici ai quali l'autore dedicò il titolo stesso dell'opera, in riferimento all'ammirazione del poeta per la cultura mediterranea legata al canto e alla musica, e se non aderì al Modernismo, a causa della sua morte prematura, influenzò i modernisti e i poeti delle generazioni successive.
Tra le tematiche più interessanti presenti nelle sue opere, si può menzionare quella delle due anime, una interna e una esterna, inclusa nella poesia Canção de todos, inoltre sviluppò i temi metafisici, la filosofia panteista e le meditazioni spirituali alla ricerca della salvezza e delle risposte sulla temporalità, sulla morte, sulla verità e sull'essenza dell'uomo, e nei suoi versi, basati più sull'intelligenza che sull'emozione, sull'idea che sul sentimento, espresse il temperamento ironico, il suo gusto per la perfezione, la musica dei ritmi brillanti e mirabili, la nobiltà delle sue parole.

## Opere principali
- Luz mediterrânea e outros poemas, San Paolo, Topbooks, 2000;
- Luz mediterrânea e outros poemas, San Paolo, Martins Fontes, 2001.